# آمبوهیمانانا
آمبوهیمانانا (به لاتین: Ambohimanana) یک منطقهٔ مسکونی در ماداگاسکار است که در آتسینانانا واقع شده‌است. آمبوهیمانانا ۴٬۶۱۶ نفر جمعیت دارد و ۴۱۴ متر بالاتر از سطح دریا واقع شده‌است.